# Morti nel 1347
| Questa pagina contiene informazioni ricavate automaticamente dalle voci biografiche con l'ausilio del template Bio e di un bot. L'aggiornamento è periodico e automatico e ricostruisce completamente la pagina. Se manca una persona in questa lista, sei pregato di non aggiungerla, ma accertati piuttosto che la sua voce biografica contenga il template Bio e che i dati anagrafici siano correttamente compilati. Se il template Bio manca, inseriscilo tu stesso o, in alternativa, metti l'avviso {{tmp\|Bio}} che ne segnala la mancanza. Se i dati riportati sono sbagliati, correggi direttamente la voce biografica; le modifiche saranno visibili in questa lista entro pochi giorni. Per chiarimenti vedi il progetto biografie. La lista contiene solo le 28 persone che sono citate nell'enciclopedia e per le quali è stato implementato correttamente il template Bio. Pagina aggiornata al 10 ago 2025. |

- 10 aprile - Guglielmo di Occam, teologo, filosofo e francescano inglese (n. 1288)
- 29 aprile - Maria di Navarra, principessa (n. 1330)
- 7 luglio - Teodorico VII di Kleve, conte
- 11 luglio - Bartolomeo da San Concordio, scrittore e aforista italiano (n. 1262)
- 1º agosto - Giovanni da Rieti, religioso italiano
- 13 agosto - Giovanna III di Borgogna, nobile (n. 1308)
- 29 settembre - Taddeo Pepoli, politico e giurista italiano
- 11 ottobre - Ludovico il Bavaro, sovrano (n. 1282)
- 20 ottobre - Adolfo II, conte di Mark, conte
- 12 novembre - Giovanni di Viktring, abate austriaco
- 12 novembre - Nicolò da Bruna, vescovo cattolico boemo
- 15 novembre - Giacomo I di Urgell, nobile (n. 1321)
- 20 novembre - Stefano Colonna il Giovane, cavaliere medievale italiano
- 27 novembre - Lippa Ariosti, nobildonna italiana
- Robert Bertrand de Briquebec, militare francese
- Nicola Bertuccio, anatomista italiano
- Corrado I di Oldenburg, nobile tedesco
- Flora di Beaulieu, religiosa francese
- Giovanni XIV di Costantinopoli, politico bizantino
- Samaritana Malatesta, nobildonna italiana
- Ngua Nam Thum, sovrano siamese
- Pietro III di Arborea, sovrano (n. 1314)
- Lorenzo Rusio, veterinario italiano (n. 1288)
- Sang Nila Utama, principe malese
- Maria d'Aragona, principessa (n. 1299)
- Lamberto II da Polenta, politico italiano
- Pandolfo da Polenta, politico italiano
- Pietro di Narbona, nobile e vescovo cattolico francese